# Prima Lega 2010-2011 (calcio)
La Prima Lega 2010-2011 è la 114ª edizione del terzo livello del calcio svizzero.

## Gruppo 1

### Partecipanti
| Club            | Città       | Stadio                         | Capacità |
| --------------- | ----------- | ------------------------------ | -------- |
| Baulmes         | Baulmes     | Stade Sous-Ville               | 2 500    |
| Chênois         | Chêne-Bourg | Stade des Trois-Chêne          | ?        |
| Düdingen        | Düdingen    | Sportanlage Birchhölzli        | ?        |
| Echallens       | Echallens   | Centre sportif des 3 sapins    | 2 000    |
| Étoile Carouge  | Carouge     | Stade de la Fontenette         | ?        |
| Friburgo        | Friburgo    | Stade Universitaire St-Leonard | 10 000   |
| Grand-Lancy     | Grand-Lancy | Stade des Fraisiers            | ?        |
| Le Mont         | Losanna     | Stadio Olimpico La Pontaise    | 15 800   |
| Malley          | Losanna     | Stade du Bois-Gentil           | ?        |
| Martigny        | Martigny    | Stade d'Octodure               | ?        |
| Meyrin          | Meyrin      | Stade des Arbères              | 2 018    |
| Naters          | Naters      | Sportanlage Stapfen            | ?        |
| Sion U-21       | Sion        | Stade Tourbillon               | ?        |
| Terre Sainte    | Commugny    | Centre Sportif des Rojalets    | ?        |
| Urania Ginevra  | Ginevra     | Stade de Frontenex             | ?        |
| Young Boys U-21 | Berna       | Stade de Suisse Wankdorf       | 31 783   |

### Classifica finale
|  | Pos. | Squadra         | Pt | G  | V  | N  | P  | GF | GS | DR  |
|  | ---- | --------------- | -- | -- | -- | -- | -- | -- | -- | --- |
|  | 1.   | Meyrin          | 66 | 30 | 21 | 3  | 6  | 74 | 38 | +36 |
|  | 2.   | Étoile Carouge  | 57 | 30 | 16 | 9  | 5  | 57 | 35 | +22 |
|  | 3.   | Le Mont         | 51 | 30 | 14 | 9  | 7  | 62 | 43 | +19 |
|  | 4.   | Malley          | 50 | 30 | 15 | 5  | 10 | 56 | 32 | +24 |
|  | 5.   | Grand-Lancy     | 46 | 30 | 13 | 7  | 10 | 43 | 42 | +1  |
|  | 6.   | Friburgo        | 45 | 30 | 13 | 6  | 11 | 48 | 46 | +2  |
|  | 7.   | Urania Ginevra  | 44 | 30 | 13 | 5  | 12 | 48 | 53 | -5  |
|  | 8.   | Düdingen        | 41 | 30 | 12 | 5  | 13 | 57 | 68 | -11 |
|  | 9.   | Echallens       | 39 | 30 | 11 | 6  | 13 | 47 | 52 | -5  |
|  | 10.  | Martigny        | 36 | 30 | 10 | 6  | 14 | 36 | 46 | -10 |
|  | 11.  | Young Boys U-21 | 35 | 30 | 9  | 8  | 13 | 40 | 46 | -6  |
|  | 12.  | Sion U-21       | 33 | 30 | 9  | 6  | 15 | 44 | 51 | -7  |
|  | 13.  | Baulmes         | 33 | 30 | 9  | 6  | 15 | 36 | 48 | -12 |
|  | 14.  | Naters          | 32 | 30 | 9  | 5  | 16 | 51 | 65 | -14 |
|  | 15.  | Terre Sainte    | 32 | 30 | 7  | 11 | 12 | 31 | 45 | -14 |
|  | 16.  | Chênois         | 29 | 30 | 8  | 5  | 17 | 35 | 55 | -20 |

Legenda:

       Ammessa ai play-off per la promozione in Challenge League 2011-2012.
      Relegata in Seconda Lega interregionale 2011-2012.
Note:

Tre punti a vittoria, uno a pareggio, zero a sconfitta.
Le squadre Under 21 non possono essere promosse avendo la prima squadra in categoria superiore.

## Gruppo 2

### Partecipanti
| Club                      | Città     | Stadio                     | Capacità |
| ------------------------- | --------- | -------------------------- | -------- |
| Basilea U-21              | Basilea   | St. Jakob-Park             | 38 500   |
| Breitenrain               | Berna     | Spitalacker                | ?        |
| Bümpliz                   | Berna     | Bodenweid                  | 3 500    |
| Dornach                   | Dornach   | Sportanlage Gigersloch     | 2 500    |
| Grasshoppers U-21         | Zurigo    | Letzigrund                 | 26 000   |
| Grenchen                  | Grenchen  | Stadion Brühl              | 10 964   |
| Laufen                    | Laufen    | Im Nau                     | 5 000    |
| Münsingen                 | Münsingen | Sandreutenen               | 2 200    |
| Muttenz                   | Muttenz   | Sportplatz Margelacker     | 3 200    |
| Old Boys Basilea          | Basilea   | Schützenmatte              | 8 000    |
| Schötz                    | Schötz    | Fussballanlage Wissenhusen | 1 300    |
| Soletta                   | Soletta   | Stadion FC Solothurn       | 6 750    |
| Thun Berner Oberland U-21 | Thun      | Stadion Lachen             | 9 540    |
| Wangen bei Olten          | Olten     | Chrüzmatt                  | 2 800    |
| Zofingen                  | Zofingen  | Trinermatten               | 1 200    |
| Zurigo U-21               | Zurigo    | Letzigrund                 | 26 000   |

### Classifica finale
|  | Pos. | Squadra                   | Pt | G  | V  | N  | P  | GF | GS | DR  |
|  | ---- | ------------------------- | -- | -- | -- | -- | -- | -- | -- | --- |
|  | 1.   | Schötz                    | 61 | 30 | 18 | 7  | 5  | 61 | 27 | +34 |
|  | 2.   | Zurigo U-21               | 59 | 30 | 17 | 8  | 5  | 57 | 29 | +28 |
|  | 3.   | Breitenrain               | 55 | 30 | 16 | 7  | 7  | 48 | 36 | +12 |
|  | 4.   | Basilea U-21              | 50 | 30 | 14 | 8  | 8  | 68 | 34 | +34 |
|  | 5.   | Grasshoppers U-21         | 49 | 30 | 15 | 4  | 11 | 58 | 48 | +10 |
|  | 6.   | Thun Berner Oberland U-21 | 48 | 30 | 15 | 3  | 12 | 54 | 52 | +2  |
|  | 7.   | Münsingen                 | 44 | 30 | 12 | 8  | 10 | 44 | 34 | +10 |
|  | 8.   | Zofingen                  | 42 | 30 | 12 | 6  | 12 | 50 | 48 | +2  |
|  | 9.   | Old Boys Basilea          | 42 | 30 | 11 | 9  | 10 | 46 | 46 | 0   |
|  | 10.  | Wangen bei Olten          | 40 | 30 | 11 | 7  | 12 | 43 | 47 | -4  |
|  | 11.  | Muttenz                   | 40 | 30 | 12 | 4  | 14 | 45 | 66 | -21 |
|  | 12.  | Soletta                   | 35 | 30 | 9  | 8  | 13 | 46 | 49 | -3  |
|  | 13.  | Dornach                   | 32 | 30 | 8  | 8  | 14 | 42 | 53 | -11 |
|  | 14.  | Grenchen                  | 28 | 30 | 6  | 10 | 14 | 40 | 49 | -9  |
|  | 15.  | Laufen                    | 25 | 30 | 7  | 4  | 19 | 41 | 78 | -37 |
|  | 16.  | Bümpliz                   | 18 | 30 | 5  | 3  | 22 | 38 | 85 | -47 |

Legenda:

       Ammessa ai play-off per la promozione in Challenge League 2011-2012.
      Relegata in Seconda Lega interregionale 2011-2012.
Note:

Tre punti a vittoria, uno a pareggio, zero a sconfitta.
Le squadre Under 21 non possono essere promosse avendo la prima squadra in categoria superiore.

## Gruppo 3

### Partecipanti
| Club             | Città           | Stadio                       | Capacità |
| ---------------- | --------------- | ---------------------------- | -------- |
| Baden            | Baden           | Stadion ESP                  | 7 000    |
| Biaschesi        | Biasca          | Centro sportivo Al Vallone   | 2 850    |
| Brühl            | San Gallo       | Paul-Grüninger-Stadion       | 3 750    |
| Buochs           | Buochs          | Seefeld                      | 5 000    |
| Cham             | Cham            | Eizmoos                      | ?        |
| Eschen/Mauren    | Mauren          | Sportpark Eschen             | 2 000    |
| Gossau           | Gossau          | Buechenwald                  | 4 670    |
| Lucerna U-21     | Lucerna         | Sportanlagen Allmend         | 18 400   |
| Lugano U-21      | Lugano          | Stadio comunale Cornaredo    | 14 873   |
| Mendrisio-Stabio | Mendrisio       | Stadio comunale di Mendrisio | 4 260    |
| Rapperswil-Jona  | Rapperswil-Jona | Stadio Grünfeld              | 1 000    |
| San Gallo U-21   | San Gallo       | AFG Arena                    | 18 026   |
| Tuggen           | Tuggen          | Linthstrasse                 | 2 800    |
| Winterthur U-21  | Winterthur      | Schützenwiese                | ?        |
| YF Juventus      | Zurigo          | Utogrund                     | 2 600    |
| Zugo             | Zugo            | Herti Allmend                | 4 900    |

### Classifica finale
|  | Pos. | Squadra          | Pt | G  | V  | N  | P  | GF | GS | DR  |
|  | ---- | ---------------- | -- | -- | -- | -- | -- | -- | -- | --- |
|  | 1.   | Brühl            | 57 | 30 | 17 | 6  | 7  | 47 | 29 | +18 |
|  | 2.   | Tuggen           | 54 | 30 | 15 | 9  | 6  | 64 | 43 | +21 |
|  | 3.   | Baden            | 53 | 30 | 15 | 8  | 7  | 57 | 35 | +22 |
|  | 4.   | Rapperswil-Jona  | 50 | 30 | 13 | 11 | 6  | 60 | 44 | +16 |
|  | 5.   | YF Juventus      | 49 | 30 | 14 | 7  | 9  | 59 | 41 | +18 |
|  | 6.   | Eschen/Mauren    | 48 | 30 | 13 | 9  | 8  | 59 | 50 | +9  |
|  | 7.   | Cham             | 48 | 30 | 13 | 9  | 8  | 51 | 42 | +9  |
|  | 8.   | Lucerna U-21     | 45 | 30 | 13 | 6  | 11 | 57 | 50 | +7  |
|  | 9.   | Winterthur U-21  | 42 | 30 | 12 | 6  | 12 | 53 | 51 | +2  |
|  | 10.  | San Gallo U-21   | 42 | 30 | 12 | 6  | 12 | 59 | 59 | +0  |
|  | 11.  | Biaschesi        | 37 | 30 | 10 | 7  | 13 | 48 | 49 | -1  |
|  | 12.  | Mendrisio-Stabio | 33 | 30 | 10 | 3  | 17 | 39 | 47 | -8  |
|  | 13.  | Lugano U-21      | 32 | 30 | 8  | 8  | 14 | 39 | 50 | -11 |
|  | 14.  | Gossau           | 32 | 30 | 9  | 5  | 16 | 46 | 72 | -26 |
|  | 15.  | Zugo             | 31 | 30 | 9  | 4  | 17 | 47 | 65 | -18 |
|  | 16.  | Buochs           | 13 | 30 | 3  | 4  | 23 | 32 | 90 | -58 |

Legenda:

       Ammessa ai play-off per la promozione in Challenge League 2011-2012.
      Relegata in Seconda Lega interregionale 2011-2012.
Note:

Tre punti a vittoria, uno a pareggio, zero a sconfitta.
Le squadre Under 21 non possono essere promosse avendo la prima squadra in categoria superiore.

## Promozione in Challenge League

### Primo turno
|                | Risultati |                |
| -------------- | --------- | -------------- |
| Breitenrain    | 1 - 2     | Brühl          |
| Brühl          | 1 - 0     | Breitenrain    |
| Étoile Carouge | 1 - 1     | Tuggen         |
| Tuggen         | 0 - 4     | Étoile Carouge |
| Baden          | 1 - 1     | Meyrin         |
| Meyrin         | 0 - 3     | Baden          |
| Malley         | 2 - 2     | Schötz         |
| Schötz         | 2 - 5     | Malley         |
|                |           |                |

### Turno finale
|                | Risultati |                |
| -------------- | --------- | -------------- |
| Étoile Carouge | 1 - 0     | Baden          |
| Baden          | 0 - 0     | Étoile Carouge |
| Malley         | 1 - 1     | Brühl          |
| Brühl          | 4 - 2     | Malley         |
|                |           |                |

- Brühl e  Étoile Carouge promossi in Challenge League.

## Verdetti
| Prima Lega 2010-2011        | Prima Lega 2010-2011                                                 |
| --------------------------- | -------------------------------------------------------------------- |
| Challenge League            | Sciaffusa Yverdon                                                    |
| Prima Lega                  | Brühl Étoile Carouge Bümpliz Buochs Chênois Laufen Terre Sainte Zugo |
| Seconda Lega interregionale | Geneve-Servette-Carouge M-21 Bulle Serrières Muri Höngg Balzers      |